# Hustrur och döttrar
Hustrur och döttrar: En vardagsberättelse (originaltitel: Wives and Daughters: An Everyday Story) är en engelsk roman av Elizabeth Gaskell. Romanen utkom först som följetong 1864–1865. Elizabeth Gaskell dog innan hon hann fullborda sista kapitlet. Romanen översattes först 2007 till svenska av Gun-Britt Sundström. I romanen skildras bland annat de stora klasskillnaderna mellan olika samhällsgrupper.

## Handling
Romanens huvudperson är den unga Molly Gibson. Hennes mor har dött när hon var liten och hon växer upp tillsammans med sin far, som är läkare. Men när hon är 17 år gifter han om sig. Molly tycker inte om sin styvmor, som är småaktig, ytlig och självisk. 
En dag anländer styvmoderns dotter, som hittills gått i internatskola. Både Molly och hennes far blir förtjusta i den vackra och charmerande Cynthia. Cynthias mor hoppas att patron Hamleys äldste son Osborne ska förälska sig i och gifta sig med Cynthia. Men till Mollys stora sorg blir det den andre sonen Roger, som faller för Cynthia. Molly älskar Roger som en bror, tror hon.

## Filmatiseringar
- 1971, tv-serie i 6 delar, regisserad av Hugh David och med bland andra Zhivila Roche, Rosalind Lloyd och Rowland Davies i rollerna.
- 1999 Fruar och döttrar, tv-serie i 4 delar, regisserad av Nicholas Renton och med bland andra Justine Waddell, Keeley Hawes och Anthony Howell i rollerna.